# Misetus tyloidalis
Misetus tyloidalis är en stekelart som beskrevs av Kolarov 1985. Misetus tyloidalis ingår i släktet Misetus och familjen brokparasitsteklar. Inga underarter finns listade i Catalogue of Life.